# Clave (muziek)
De clave is een doorlopend ritmisch patroon. Het woord komt uit het Spaans en betekent sleutel. Het concept is afkomstig uit West-Afrika. Net zoals de noten op een notenbalk geïnterpreteerd moeten worden aan de hand van de sleutel die ervoor staat, bepaalt de clave de ritmische structuur van een muziekstuk. Samengevat betekent clave: sleutel tot het ritme.
Het ritmisch patroon van de clave heeft 5 slagen. Het is oorspronkelijk afkomstig uit de West-Afrikaanse Yorubacultuur.

## Clavepatronen

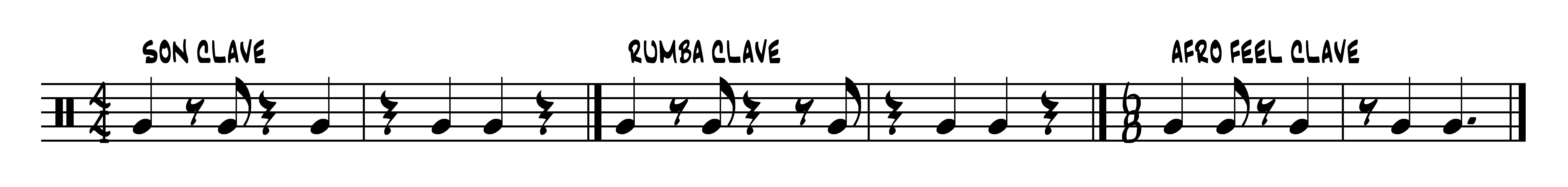
De drie claves op een rijtje

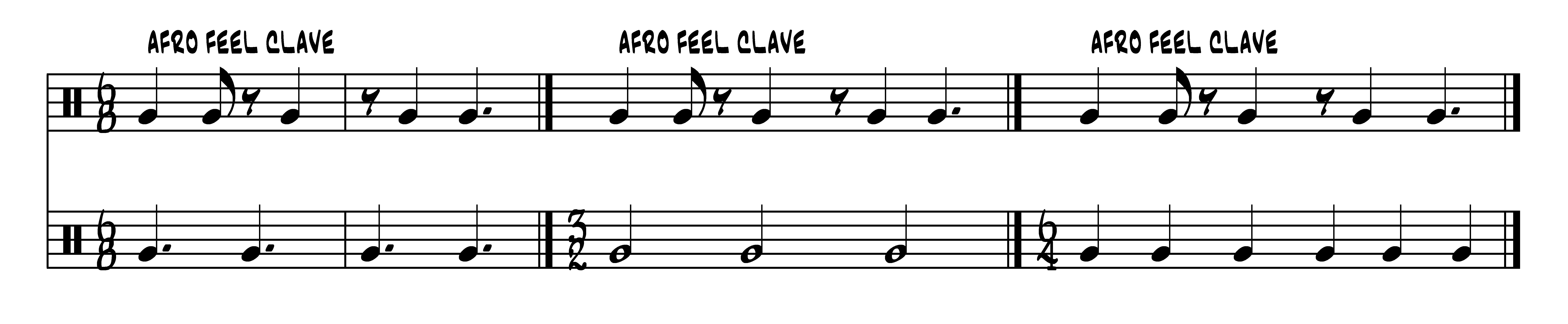
Diverse mogelijkheden de tel te voelen bij de 6/8 clave

Het originele patroon uit Afrika is best te vatten in de maatsoorten 12/8 of 6/8. Het verenigt de vierdelige maat met de driedelige tel, waarbij de polyritmische structuur van het ritme ondersteund wordt, waardoor het in 2, 3, 4 of 6 delen te horen is. Het wordt meestal gespeeld op een soort bel of een stuk metaal, teneinde altijd hoorbaar te zijn.
Op het eiland Cuba zijn hieruit drie clavepatronen ontstaan, bestaande uit 5 accenten, verdeeld in 3-2:
- de son-clave (gebruikelijk in son en salsa)
- de rumba-clave (bij de rumba) (de laatste van de groep van 3 accenten komt hierbij een fractie later) (voorbeeld op Engelse wiki)
- de 6/8 clave (traditioneel nog steeds onder andere in West-Afrika gebruikt)

Afhankelijk van waar het patroon begint spreekt men van 3-2 of 2-3 clave. Dit noemt men ook de richting van de clave. Binnen een stuk wordt de clave soms schijnbaar omgedraaid, omdat de frasen op een ander deel van de clave beginnen; de clave zelf gaat echter onveranderlijk door: het is dan de frasering die de variatie aanbrengt.
Op Cuba zelf daarentegen wordt de rumba-clave dikwijls 2-3 clave genoemd, en de salsa-clave 3-2. 
In de Cubaanse muziek wordt de clave op houten stokjes uitgevoerd: de claves.